# Șerban I. Cantacuzino

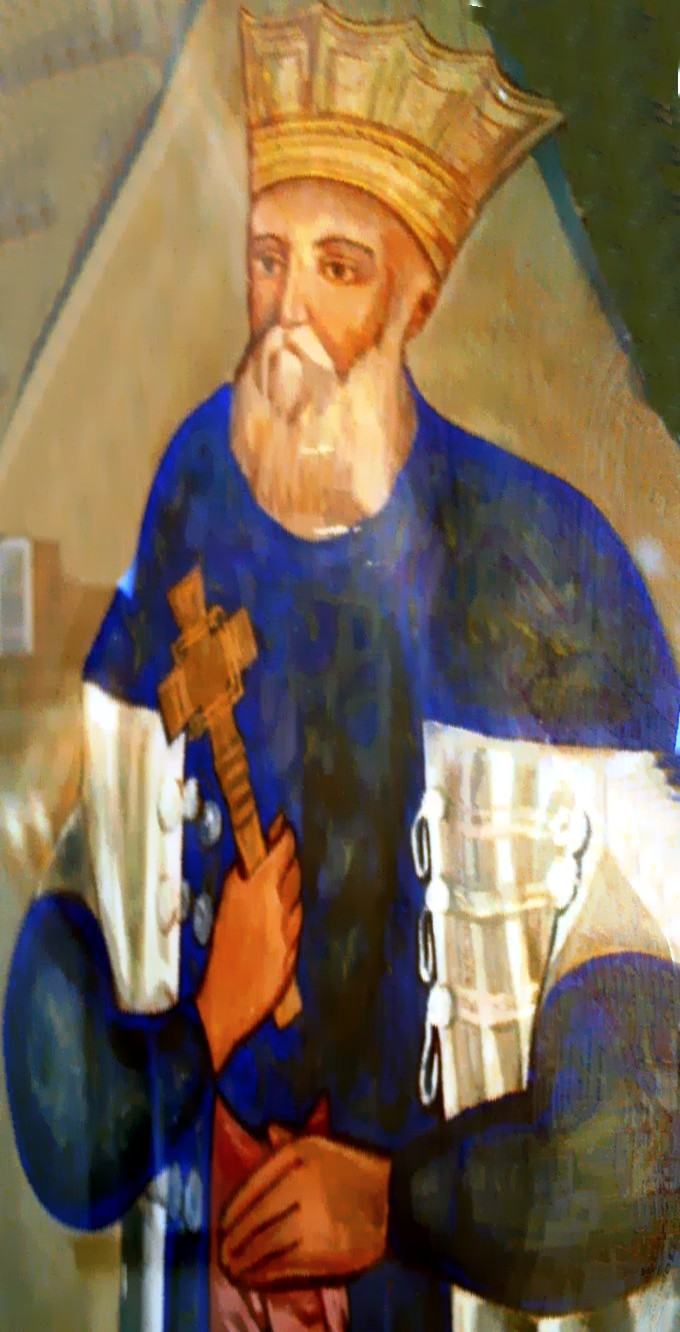
Șerban Cantacuzino

Șerban I. Cantacuzino, Namensvarianten Servan Cantacuzenos, Cantacuzene, Cantocuzino (* um 1640; † 28. Oktober 1688 in Bukarest) war ein walachischer Wojwode, der zwischen 1678 und 1688 regierte.

## Leben
Der Fürst entstammte dem rumänischen Zweig der griechischen Familie Kantakuzenos, der auch der byzantinische Kaiser Johannes Kantakuzenos entstammte. Da er und sein Land vom Osmanischen Reich abhängig waren, musste er mit einem Truppenkontingent an der Seite der Türken an der Zweiten Wiener Türkenbelagerung 1683 teilnehmen. Vor Wien lagen seine Truppen im Gebiet der Vorstadt Roßau, Cantacuzino hatte seinen Wohnsitz im Servitenkloster aufgeschlagen. Er soll am anderen Ende der Stadt, im sogenannten Gatterhölzl im heutigen Bezirk Meidling ein Holzkreuz aufgestellt haben, vor dem er heimlich gebetet haben soll. Dieses sogenannte Moldauer Kreuz wurde nach der Belagerung aufgefunden und wieder aufgestellt.
Cantacuzino ließ den eingeschlossenen Wienern mehrmals Informationen über die Truppenstärke, die Kampfkraft und die Vorräte der Türken zukommen, was nicht unwesentlich zum Durchhalten der Belagerten beitrug. Cantacuzino ermunterte die Wiener auch direkt zum Ausharren.
Nach dem Rückzug der Türken und den militärischen Erfolgen der Österreicher trennte sich Cantacuzino mit seinen Truppen von den Türken und versuchte eine unabhängige Politik zwischen den Großmächten Österreich und dem Osmanischen Reich zu verwirklichen, was aber zu erheblichen Irritationen innerhalb der rumänischen Bojaren führte, die den Fürsten als unberechenbar ansahen. Gerüchten nach soll er deswegen vergiftet worden sein.
Sein Sohn Gheorghe Cantacuzino regierte später als Ban die Kleine Walachei.

## Bedeutung
Als bleibende Leistungen Cantacuzinos gelten:
- seine Verdienste für die Stadt Wien während der Türkenbelagerung 1683. Zur dankbaren Erinnerung daran wurde 1906 in Wien die Cantacuzinogasse nach ihm benannt, die diesen Namen bis 1919 trug. 1983, anlässlich der 300-Jahr-Feiern der Zweiten Türkenbelagerung wurde auf Initiative der in Wien lebenden rumänischen Gemeinschaft beim Moldauer Kreuz eine Büste von Șerban Cantacuzino aufgestellt.
- die Einführung des Maisanbaus in Rumänien
- die Gründung von Druckereien in Bukarest und damit verbunden sein Auftrag zur vollständigen Bibelübersetzung in rumänischer Sprache 1688. Diese „Cantacuzino-Bibel“ oder „Bukarester Bibel“ (Biblia adecă Dumnezeiasca Scriptură a Vechiului și Noului Testament) wurde von den Brüdern Radu und Șerban Greceanu in kyrillischer Schrift verfasst und hatte einen großen Stellenwert bei der Herausbildung einer rumänischen Schriftsprache. Sie blieb lange Zeit die Standardübersetzung der Rumänisch-Orthodoxen Kirche.

## Bilder der Büste von Șerban Cantacuzino in Wien am Gatterhölzl

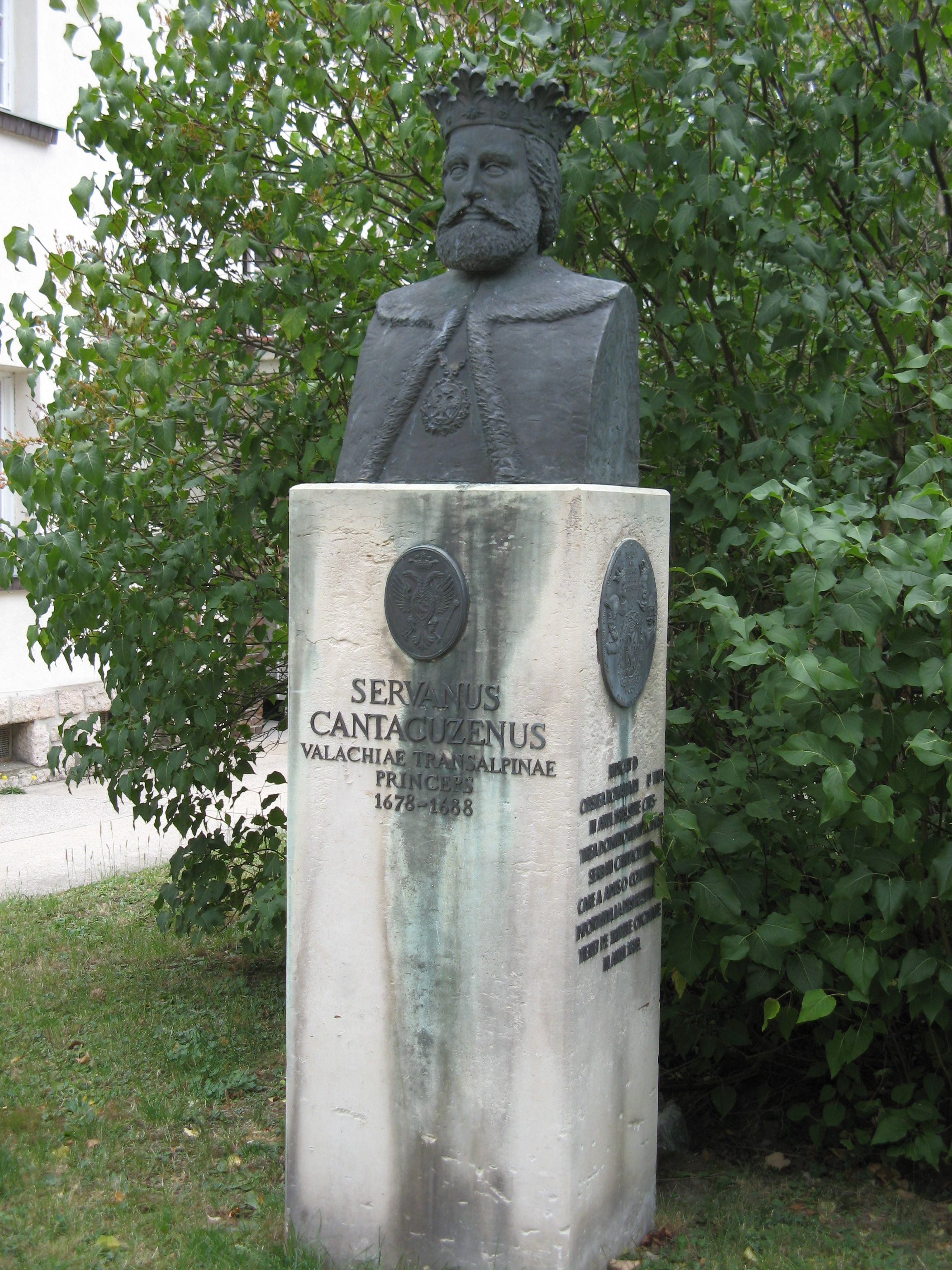
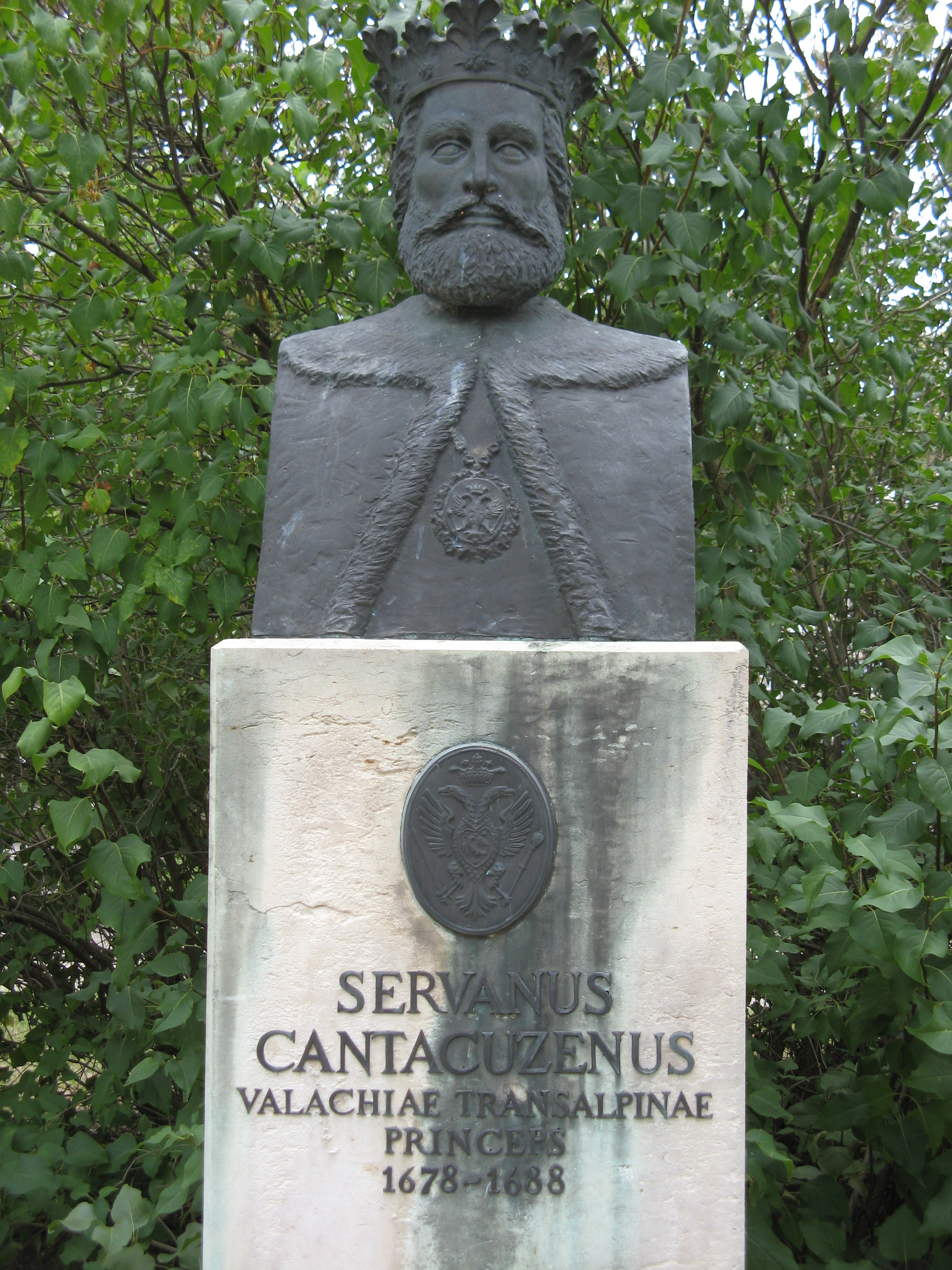
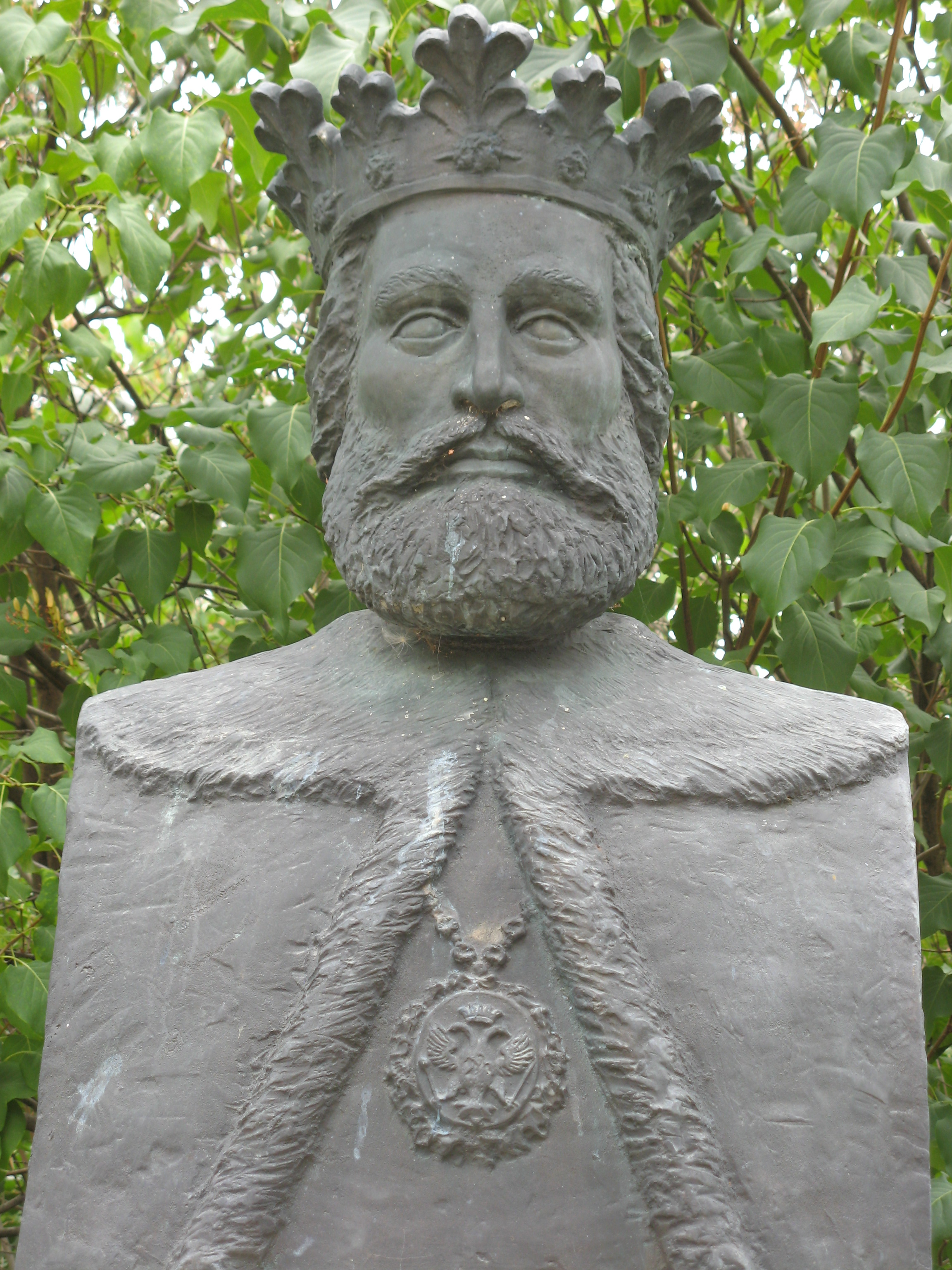
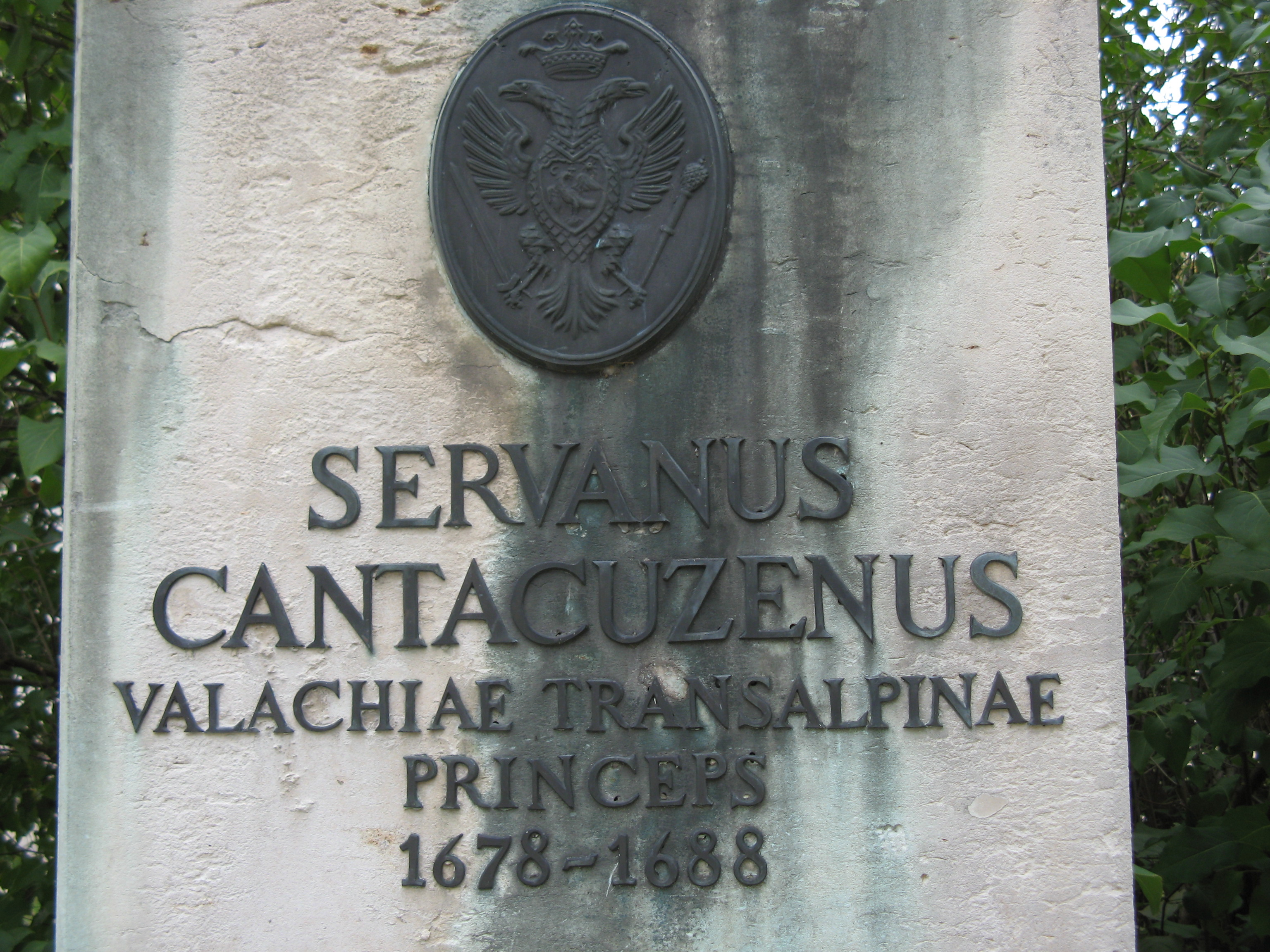
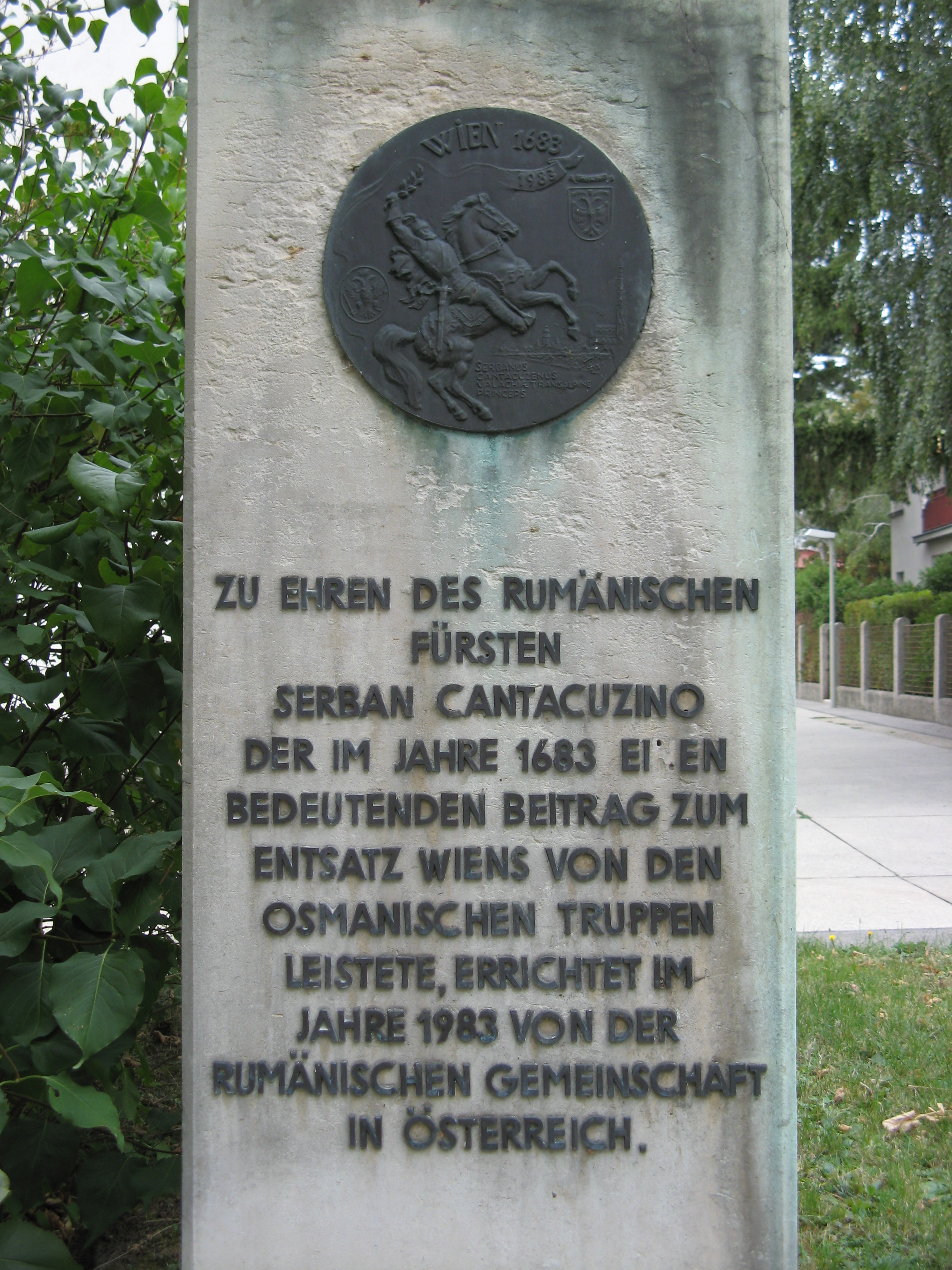
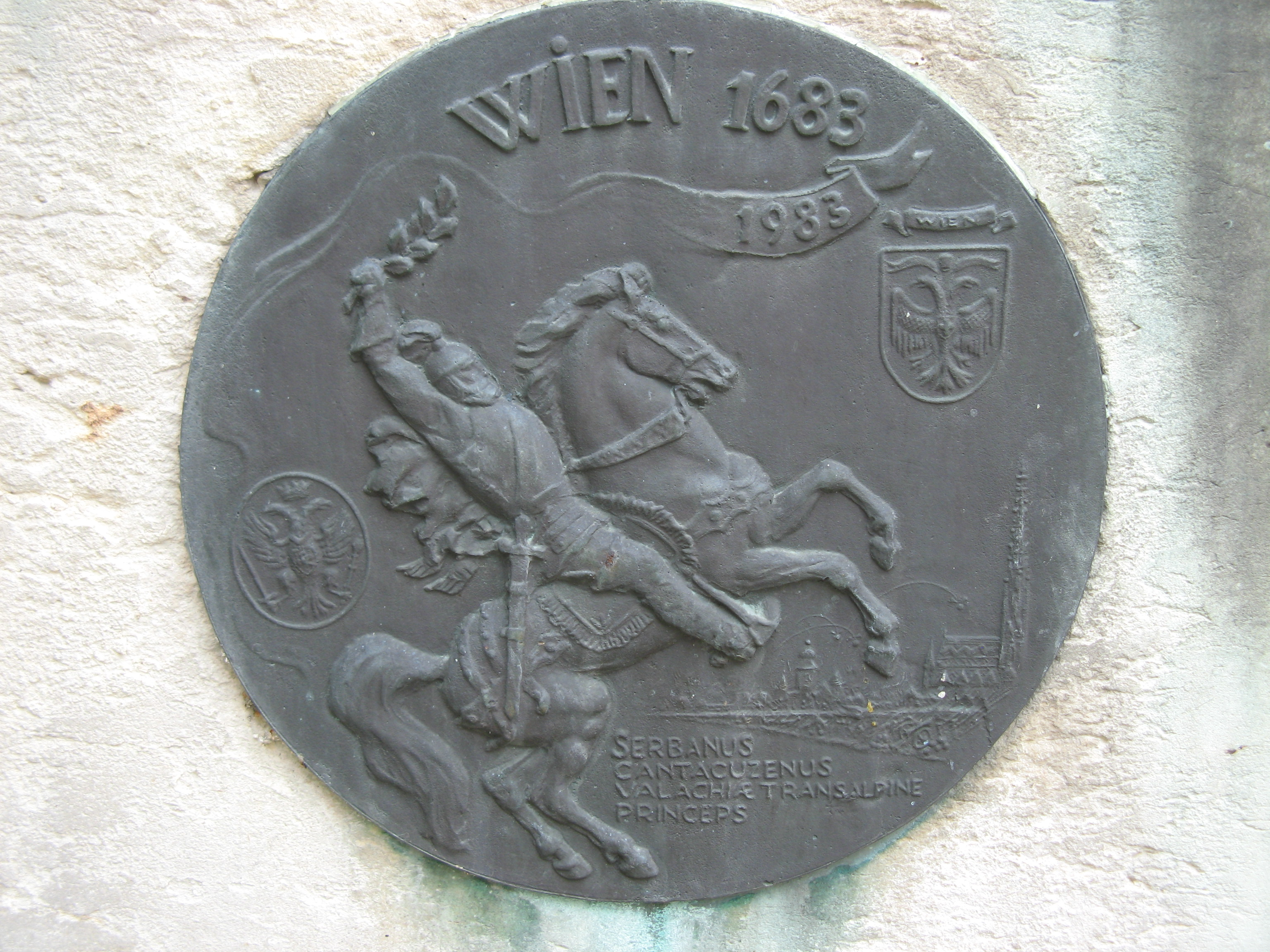
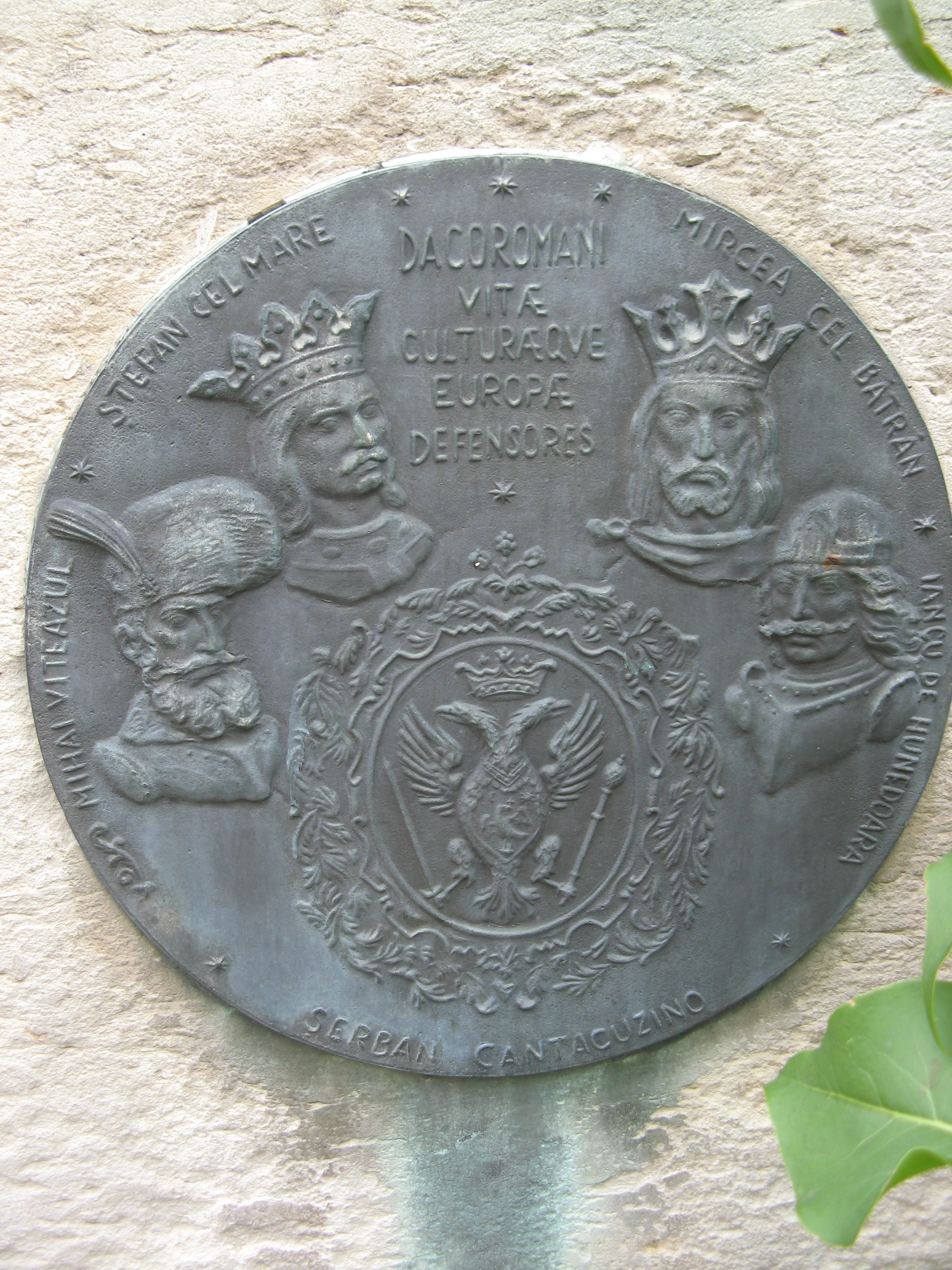